# Оскенбаев, Омарбек
Омарбе́к Оскенба́ев, другой вариант имени и фамилии — Омарбай Ускебаев (1888, Аулиеатинский уезд, Сырдарьинская область, Туркестанский край, Российская империя — неизвестно, совхоз имени Ильича, Таласский район, Джамбулская область, Казахская ССР) — старший чабан колхоза «Комсомол» Таласского района Джамбулской области, Казахская ССР. Герой Социалистического Труда (1949).

## Биография
Родился в 1898 году в крестьянской семье в одном из сельских населённых пунктов Аулиеатинского уезда. С раннего возраста трудился в сельском хозяйстве. С 1930 года трудился в полеводческой бригаде сельскохозяйственной артели. С 1937 года — старший чабан колхоза «Комсомол» (позднее — совхоз имени Ильича) Таласского района.
Ежегодно показывал высокие трудовые результаты в овцеводстве. Применял передовые зоотехнические методы. На начало 1948 года обслуживал 400 курдючных овцематок. По итога этого года вырастил в среднем по 122 ягнёнка от каждой сотни овцематок. Средний вес каждого ягнёнка к отбивке составил 40 килограммов. Указом Президиума Верховного Совета СССР от 12 июля 1949 года удостоен звания Героя Социалистического Труда за «получение высокой продуктивности животноводства в 1948 году» с вручением ордена Ленина и золотой медали «Серп и Молот» (№ 4108).
Будучи пенсионером, трудился в колхозе «Комсомол» (после реорганизации — совхоз имени Ильича) старшим чабаном до выхода на заслуженный отдых в 1962 году в возрасте 74 лет. Проживал в совхозе имени Ильича. Дата смерти не установлена.